# Метод Делфи
Методът „Делфи“ е техника за оценка и избор на определен проект. Той е разработен от RAND Corporation през 1960-те години като техника за прогнозиране. По-късно правителството на САЩ го използва като инструмент за формиране на резултати от група. Името му идва от митичния Делфийски оракул.
Избират се определен кръг експерти и те трябва да кажат мнението си и да направят прогноза за определен проект.
При метода всеки експерт действа независимо и отделно от своите колеги и не общува с тях. След като сподели своето мнение, научава средностатистическия резултат на групата, а също се запознава и с анонимни прогнози на другите експерти. След като знае вече тази информация, той коригира собствената си прогноза, а за крайния резултат отново за счита средния показател, който пак се казва на експертите и този процес се повтаря 2-3 пъти.
Предимство на метода „Делфи“ е, че се избягва взаимното психологическо влияние между експертите при даване на отговорите.